# Appendicula
Appendicula – rodzaj epifitycznych i litofitycznych roślin z rodziny storczykowatych (Orchidaceae). Rośliny z tego rodzaju występują na terenie południowo-wschodniej Azji – na terenie chińskiej prowincji Hajnan, na Tajwanie, na terenie indyjskiej prowincji Asam, Kambodży, Laosu, Mjanmy, Tajlandii, Wietnamu, Malezji, Nikobarach oraz na wyspach Oceanii: Archipelagu Bismarcka, na Nowej Gwinei, Wyspach Salomona, Karolinach, Fidżi, Nowej Kaledonii, Samoa, Wysp Santa Cruz, Vanuatu, Wallis i Futuny oraz Tonga. Rośliny występują na wysokościach do 2500 m n.p.m. w bardzo różnych środowiskach. Rosną w lasach mangrowych, górskich i nizinnych oraz na torfowiskach. Niektóre gatunki rosną na terenach otwartych, przy drogach lub na klifach, na przykład A. alba na Sumatrze.

## Morfologia
Łodyga wyprostowana lub zwisająca, prosta lub rozgałęziona. Brak pseudobulw. Kwiatostan groniasty z odwróconymi kwiatami. Okwiat zazwyczaj biały lub zielonkawy. Warżka często różowa lub purpurowa, trójklapowa.

## Systematyka
Rodzaj sklasyfikowany do podplemienia Eriinae w plemieniu Podochileae, podrodzina epidendronowe (Epidendroideae), rodzina storczykowate (Orchidaceae), rząd szparagowce (Asparagales) w obrębie roślin jednoliściennych.
Wykaz gatunków
- Appendicula aberrans Schltr.
- Appendicula adnata J.J.Sm.
- Appendicula alatocaulis P.O'Byrne & J.J.Verm.
- Appendicula alba Blume
- Appendicula anceps Blume
- Appendicula ancosiphila Ormerod
- Appendicula anemophila (Schltr.) J.J.Sm.
- Appendicula angustifolia Blume
- Appendicula annamensis Guillaumin
- Appendicula anomala (Schltr.) Schltr.
- Appendicula babiensis J.J.Sm.
- Appendicula baliensis J.J.Sm.
- Appendicula biloba J.J.Sm.
- Appendicula bilobulata J.J.Wood
- Appendicula biumbonata Schltr.
- Appendicula bracteata (Schltr.) J.J.Sm.
- Appendicula bracteosa Rchb.f.
- Appendicula brassii Ormerod
- Appendicula brevimentum J.J.Sm.
- Appendicula buxifolia Blume
- Appendicula calcarata Ridl.
- Appendicula calcicola Schltr.
- Appendicula callifera J.J.Sm.
- Appendicula carinifera Schltr.
- Appendicula carnosa Blume
- Appendicula celebica (Schltr.) Schltr.
- Appendicula clemensiae (Ames) Ames
- Appendicula clemensiorum J.J.Wood
- Appendicula collina (Schltr.) J.J.Sm.
- Appendicula concava Schltr.
- Appendicula congenera Blume
- Appendicula congesta Ridl.
- Appendicula cornuta Blume
- Appendicula crispa J.J.Sm.
- Appendicula cristata Blume
- Appendicula crotalina (Ames) Schltr.
- Appendicula cuneata Ames
- Appendicula cyphochiloides Ormerod
- Appendicula dajakorum J.J.Sm.
- Appendicula damusensis J.J.Sm.
- Appendicula densifolia (Ridl.) Ridl.
- Appendicula dichaeoides Ormerod
- Appendicula disticha Ridl.
- Appendicula djamuensis Schltr.
- Appendicula effusa (Schltr.) Schltr.
- Appendicula elegans Rchb.f.
- Appendicula elmeri (Ames) Ames
- Appendicula fallax Schltr.
- Appendicula fasciculata J.J.Sm.
- Appendicula fenixii (Ames) Schltr.
- Appendicula fergussoniana Ormerod
- Appendicula flaccida (Schltr.) Schltr.
- Appendicula floribunda (Schltr.) Schltr.
- Appendicula foliosa Ames & C.Schweinf.
- Appendicula fractiflexa J.J.Wood
- Appendicula furfuracea J.J.Sm.
- Appendicula gjellerupii J.J.Sm.
- Appendicula goodenoughiana Ormerod
- Appendicula gracilis Aver.
- Appendicula grandifolia Schltr.
- Appendicula hexadens Ormerod
- Appendicula hexandra (J.Koenig) J.J.Sm.
- Appendicula hooglandii Ormerod
- Appendicula humilis Schltr.
- Appendicula imbricata J.J.Sm.
- Appendicula inermis Carr
- Appendicula infundibuliformis J.J.Sm.
- Appendicula irigensis Ames
- Appendicula jacobsonii J.J.Sm.
- Appendicula kaniensis Schltr.
- Appendicula kjellbergii J.J.Sm.
- Appendicula krauseana Schltr.
- Appendicula lamprophylla Schltr.
- Appendicula latifolia (Schltr.) J.J.Sm.
- Appendicula latilabium J.J.Sm.
- Appendicula laxifolia J.J.Sm.
- Appendicula leytensis Ames
- Appendicula linearifolia Ames & C.Schweinf.
- Appendicula linearis J.J.Sm.
- Appendicula longa J.J.Sm.
- Appendicula longibracteata Ridl.
- Appendicula longirostrata Ames & C.Schweinf.
- Appendicula lucbanensis (Ames) Ames
- Appendicula lucida Ridl.
- Appendicula lutea Schltr.
- Appendicula luzonensis (Ames) Ames
- Appendicula magnibracteata Ames & C.Schweinf.
- Appendicula malindangensis (Ames) Schltr.
- Appendicula maneauensis Ormerod
- Appendicula maquilingensis Ames
- Appendicula matapensis Ormerod
- Appendicula merapohensis P.T.Ong & P.O'Byrne
- Appendicula merrillii Ames
- Appendicula mimica Ormerod
- Appendicula montana (Schltr.) J.J.Sm.
- Appendicula negrosiana (Ames) Ames
- Appendicula nicobarica Jayanthi, Sumathi & Karthig.
- Appendicula nivea (Schltr.) Schltr.
- Appendicula oblonga Schltr.
- Appendicula ovalis (Schltr.) J.J.Sm. ex Mansf.
- Appendicula oxysepala (Schltr.) J.J.Sm.
- Appendicula padangensis Schltr.
- Appendicula pandurata (Schltr.) Schltr.
- Appendicula parvifolia (Schltr.) J.J.Sm.
- Appendicula patentissima J.J.Sm.
- Appendicula pauciflora Blume
- Appendicula pendula Blume
- Appendicula penicillata Blume
- Appendicula perplexa (Ames) Ames
- Appendicula peyeriana Kraenzl.
- Appendicula pilosa J.J.Sm.
- Appendicula podochiloides J.J.Sm.
- Appendicula polita J.J.Sm.
- Appendicula polyantha Ames
- Appendicula polyphylla Schltr.
- Appendicula polystachya (Schltr.) Schltr.
- Appendicula pseudofractiflexa J.J.Wood
- Appendicula purpurascens Blume
- Appendicula purpureifolia J.J.Sm.
- Appendicula ramosa Blume
- Appendicula recondita J.J.Sm.
- Appendicula reflexa Blume
- Appendicula rivularis (Schltr.) J.J.Sm.
- Appendicula rostellata J.J.Sm.
- Appendicula rostrata J.J.Sm.
- Appendicula rubens (Schltr.) Schltr.
- Appendicula rupestris Ridl.
- Appendicula salicifolia J.J.Sm.
- Appendicula scissosaccus (Gilli) Ormerod
- Appendicula sepikiana Schltr.
- Appendicula seranica J.J.Sm.
- Appendicula spathilabris J.J.Sm.
- Appendicula steffensiana (Schltr.) J.J.Sm.
- Appendicula tagalensium Kraenzl.
- Appendicula tembuyukenensis J.J.Wood
- Appendicula tenuifolia J.J.Wood
- Appendicula tenuispica (Schltr.) Schltr.
- Appendicula theunissenii J.J.Sm.
- Appendicula togarupia Ormerod
- Appendicula topensabe Ormerod
- Appendicula torricelliana Schltr.
- Appendicula torta Blume
- Appendicula triloba (Schltr.) Schltr.
- Appendicula tubilabia J.J.Wood
- Appendicula uncata Ridl.
- Appendicula undulata Blume
- Appendicula vanimoensis Ormerod
- Appendicula verruculifera J.J.Sm.
- Appendicula wariana (Schltr.) Ormerod
- Appendicula weberi Ames
- Appendicula werneri Schltr.
- Appendicula wibowojuswara J.M.H.Shaw
- Appendicula xytriophora Rchb.f.